# Dorotea
Dorotea é uma pequena cidade da província histórica da Lapónia, localizada a 170 km a nordeste de Östersund. Tem cerca de 1 320 habitantes (2020) e é a sede do município de Dorotea, no condado da Västerbotten, situado no norte da Suécia. 
| Etimologia de Dorotea A povoação tinha inicialmente o nome de Bergvattnet, em alusão ao lago Bergvattensjön, junto ao qual estava localizada. Em 1799, foi renomeada como Dorotea, em associacão à igreja local denominada de Dorotea, em referência à rainha Fredrika Dorotea Vilhelmina, esposa do rei Gustavo IV Adolfo. |

## Economia
A economia da comuna está dominada pela indústria transformadora, pelos serviços públicos e em menor grau pela agricultura e silvicultura.      
A maior parte dos postos de trabalho estão concentrados na cidade de Dorotea.                       
A tendência atual é para diminuir o número de pessoas trabalhando na agricultura e silvicultura, e aumentar na indústria transformadora e no turismo.

## Comunicações
A cidade de Dorotea é atravessada pela estrada europeia E45 (Karesuando – Gotemburgo), assim como pela linha férrea do interior  (Gällivare – Kristinehamn).                                                                                                        